# Polling im Innkreis
Polling im Innkreis – miejscowość i gmina w Austrii, w kraju związkowym Górna Austria, w powiecie Braunau am Inn. Liczy 956 mieszkańców.